# Denderwindeke
Denderwindeke is een dorp in de Belgische provincie Oost-Vlaanderen en een deelgemeente van Ninove.
Denderwindeke ligt in het zuiden van Ninove. De deelgemeente heeft een oppervlakte van 15,42 km² en is daarmee in oppervlakte de grootste deelgemeente van de fusiegemeente Ninove. In de deelgemeente liggen nog verschillende gehuchten en wijken, waaronder Boterdael, Dasselt, Linkebeek, Meersvoorde, Neuringen, Nijken,  Renderstede, Roost, Steenhout, Varenberg en Vreckom.
De plaats ligt in de Denderstreek. In het streekdialect wordt Denderwindeke Winnik genoemd en de bewoners Denderwindekenaren of Winnikenaren.  

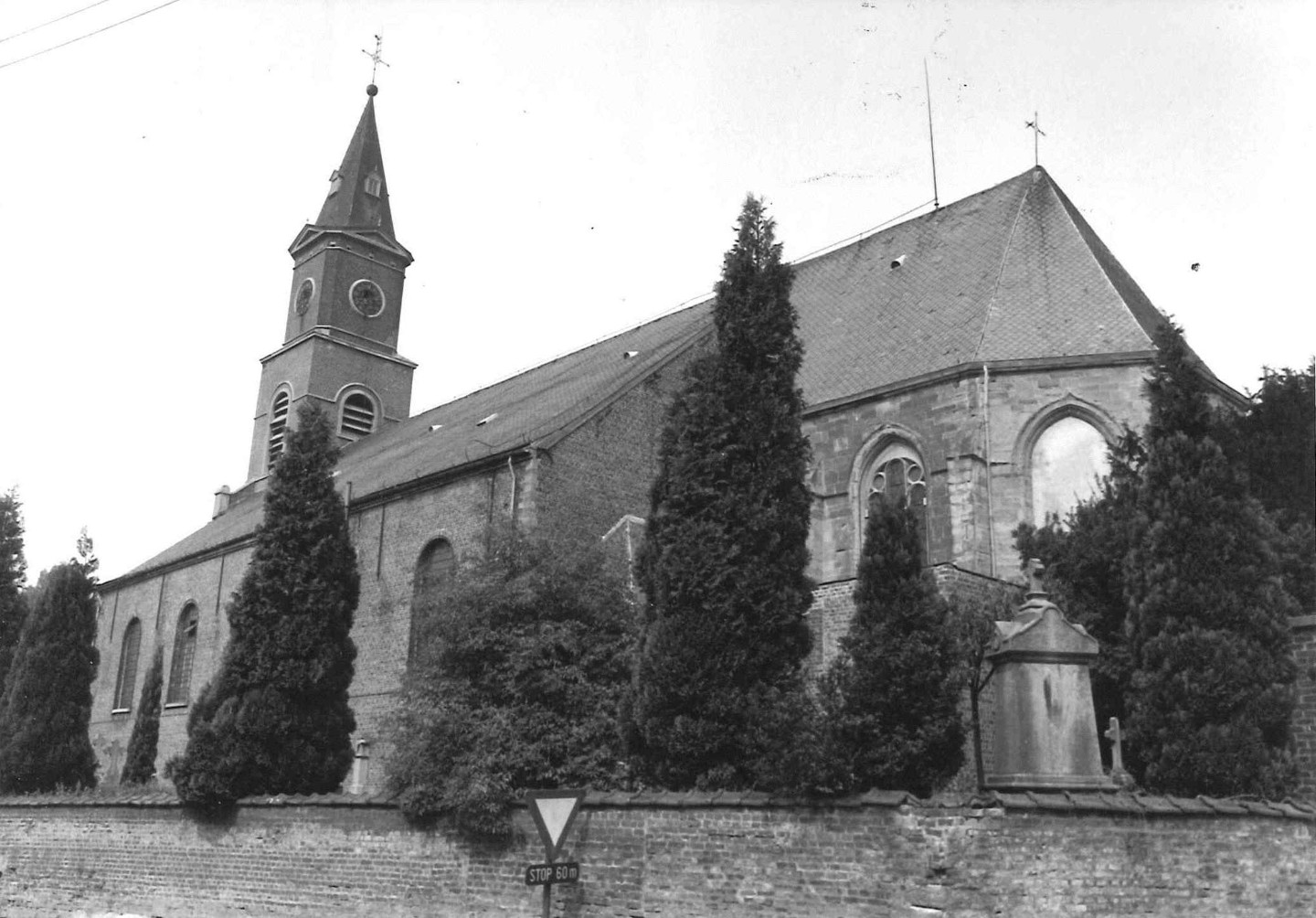
Sint-Pieterskerk

## Geschiedenis
In Denderwindeke werd resten van voorwerpen en grondvesten van een Romeinse villa gevonden. De plaats werd al in 896 vermeld als Vuenteka super fluvium Therma. In de 10e eeuw treft men onder meer de vormen Wenteka en in een charter van de Gentse Sint-Pietersabdij uit 994 Wentica. Later komen de vormen Wendeka (995), Winthi (1179) en Winti Tenerae (1244). Uit 1440 komt een vermelding als Tenrewiendeke. Onder het Franse bewind noemde men de plaats Windicques en Wignies. Dender verwijst naar de rivier; over de betekenis van het tweede deel bestaan meerdere theorieën. Zo zou deze van Keltische oorsprong zijn, als "Vindiacus" de elementen "wit" en "woonplaats" bevatten, en dus "withuis" betekenen. Windeke zou echter ook kunnen afgeleid zijn van de familienaam "Windo". De toevoeging "Dender" kwam nadien, om het onderscheid te maken met het eveneens Oost-Vlaamse Scheldewindeke. 
Denderwindeke bleef een zelfstandige gemeente tot aan de gemeentelijke herindeling van 1977, toen het een deelgemeente werd van Ninove.

## Wapenschild

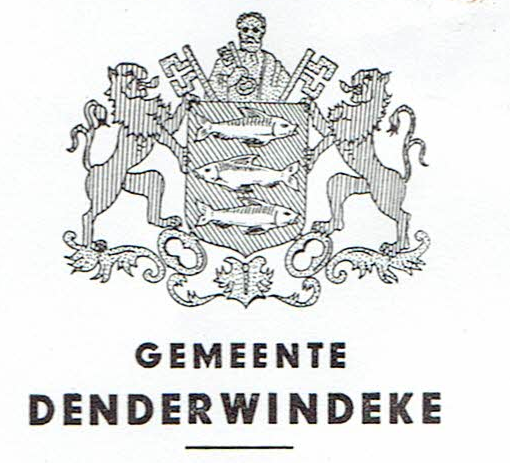
Oorspronkelijk wapenschild van de gemeente Denderwindeke.

In het  KB van 3 april 1849 werd het volgende wapen aan de gemeente toegekend: : "In groen, drie zwemmende vissen, de bovenste en de onderste omgewend; het schild overtopt met een gouden borstbeeld van de H.Petrus, houdende een gouden sleutel in de rechterhand, achter het schild, twee schuingekruiste gouden sleutels. Schildhouders : twee rode leeuwen".

## Bezienswaardigheden
- De neoclassicistische Sint-Pieterskerk met laatgotisch koor (overblijfsel van eerdere kerk)
- Molen Ter Zeven Wegen.
- De Wegom, een processie langs veldkapelletjes gehouden op de derde zondag van september om de choleraplaag die de gemeente Denderwindeke teisterde in de negentiende eeuw, te herdenken.
- De Schoreelsmolen, gelegen in het gehucht Vreckom.
- De Lambertuskapel in het Lambrechtsbos, gelegen in het gehucht Roost.
- De Begraafplaats van Denderwindeke.

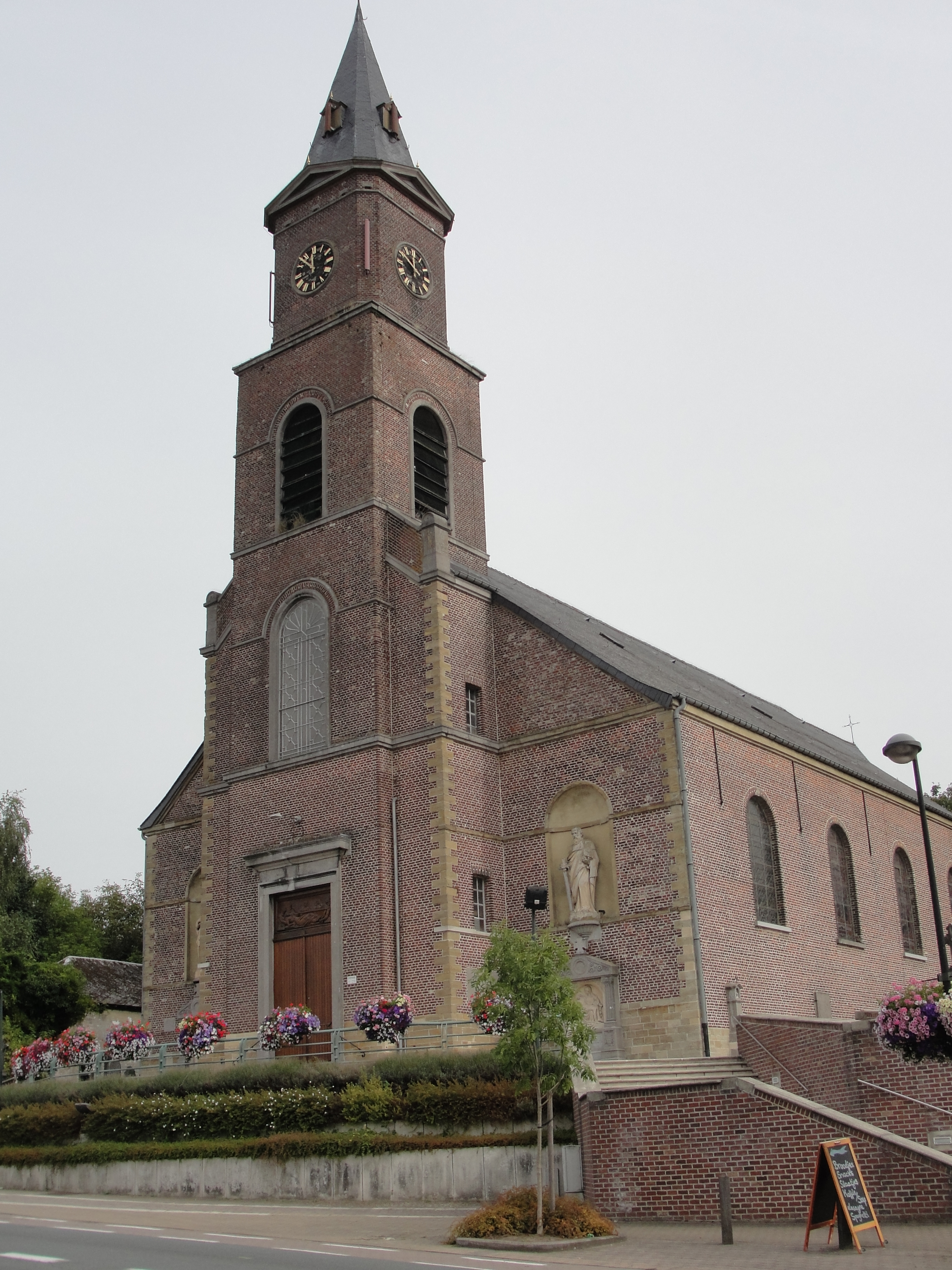
Sint-Pieterskerk
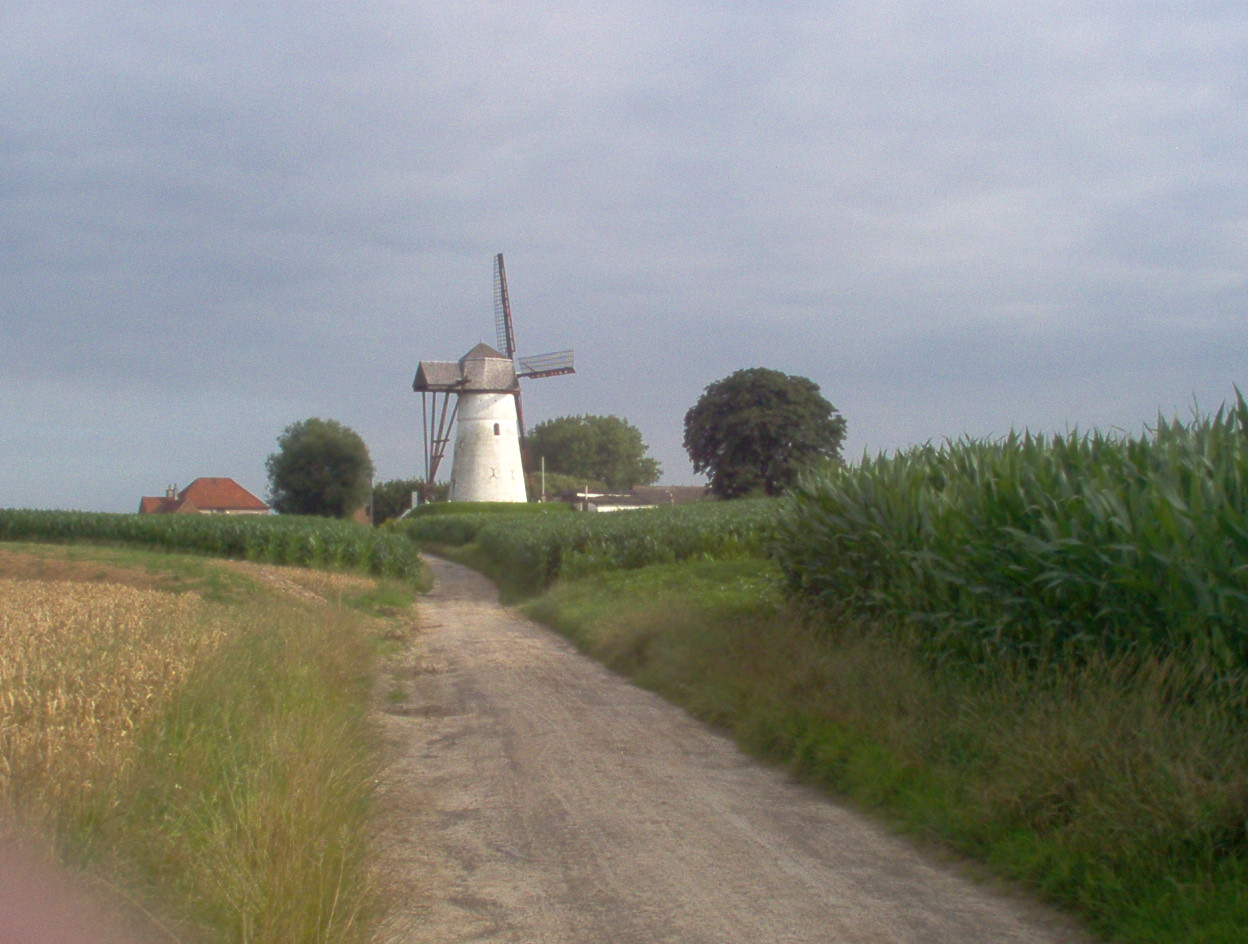
Molen Ter Zeven Wegen

## Natuur en landschap
Denderwindeke ligt op een hoogte van 40-70 meter. Ondanks wat de naam doet vermoeden ligt de plaats niet aan de Dender.

## Demografische ontwikkeling
- Bronnen:NIS, Opm:1831 tot en met 1970=volkstellingen; 1976 = inwoneraantal op 31 december

## Politiek
Tot de gemeentelijke fusie op 1 Januari 1977 had Denderwindeke een eigen gemeentebestuur en burgemeester.
| Tijdspanne  |  | Burgemeester                           |
| ----------- |  | -------------------------------------- |
| 1802- 1812  |  | G.-Martin Roosens                      |
| 1812- 1813  |  | Emmanuël Germanes                      |
| 1813- 1819  |  | Wijnant Goelens                        |
| 1819- 1822  |  | Jacob-Victor Slingeneyer               |
| 1822 - 1830 |  | Lodewijk-Aug. Thibaut                  |
| 1830 - 1836 |  | Franciscus-Adrianus Van Cauwelaert     |
| 1836 - 1843 |  | Egidius Van Wilderode                  |
| 1843 - 1876 |  | Lodewijk-Aug. Thibaut                  |
| 1876 - 1878 |  | Edmond Thiebaut                        |
| 1878 - 1884 |  | Victor Deurbroeck                      |
| 1884 - 1914 |  | Gustaaf Van Cauwelaert                 |
| 1914 - 1932 |  | Prosper De Witte                       |
| 1932 - 1941 |  | Livinus Vander Roost                   |
| 1941 - 1944 |  | Prosper Verckens (oorlogsburgemeester) |
| 1944 - 1947 |  | Cyrille Van Ongeval                    |
| 1947 - 1971 |  | Edgard De Witte                        |
| 1971 - 1976 |  | Albert De Duffeleer                    |

## Toerisme
Door dit dorp loopt onder meer de Denderroute zuid en Denderende Steden.

## Sport
In Denderwindeke speelt de voetbalclub KV Eendracht Winnik.

## Geboren in Denderwindeke
- Polydore Roosens (1892-1970), politicus
- Romain Gijssels (1907-1978), wielrenner
- Edgard De Caluwé (1913-1985), wielrenner
- Albert Bruylandt (1921-2014), wielrenner
- Remi Van Vreckom (1943-2000), wielrenner

## Nabijgelegen kernen
Pollare, Nieuwenhove, Vollezele, Lieferinge, Neigem, Meerbeke, Ninove
Deelgemeenten: Appelterre-Eichem · Aspelare · Denderwindeke · Lieferinge · Meerbeke · Nederhasselt · Neigem · Ninove · Okegem · Outer · Pollare · Voorde

Overige dorpen, gehuchten en wijken: Appelterre · Bevingen · Boterdael · Dasselt · Eichem · Herlinckhove · Lebeke · Linkebeek · Muylem · Nederwijk · Neuringen · Nijken · Prindaal · Renderstede · Roesbeke · Roost · Slettem · Steenhout · Terbert · Varenberg · Vogelenzang · Vreckom · Waalhove · Zevenkoten

Belgische gemeenten · Arrondissement Aalst · Oost-Vlaanderen · Vlaanderen